# Stabæk Fotball
Stabæk Fotball er en norsk fodboldklub, der spiller i OBOS-ligaen. 

## Titler
- Norske mesterskaber (1): 2008
- Norske pokalturnering (1): 1998

## Danske spillere
- Christian Keller (2006-2009)
- Jens Waltorp Sørensen (2006-2008)
- Peter Sand (2002-2004)
- Mads Jørgensen (2004)
- Timmi Johansen (2013-2015)
- Youssef Toutouh (2019)
- Sammy Skytte (2020-2022)
- Kasper Pedersen (2021-2022)
- Andreas Skovgaard (2023)
- Mads Nielsen (2025-)

Europæisk deltagelse
| Nr | Sæson   | Runde      | Modstander   | Hjemme | Hjemme | Hjemme | Ude | Ude | Ude | V | U | T | Mål | Mål | Mål | P |
| -- | ------- | ---------- | ------------ | ------ | ------ | ------ | --- | --- | --- | - | - | - | --- | --- | --- | - |
| 1  | 2009-10 | 2. kvalif. | KF Tirana    | 4      | -      | 0      | 1   | -   | 1   | 1 | 1 | 0 | 5   | -   | 1   | 4 |
| 2  | –       | 3. kvalif. | FC København | 0      | -      | 0      | 1   | -   | 3   | 0 | 1 | 1 | 1   | -   | 3   | 1 |
| -  | -       | -          | Sammenlagt   | 4      | -      | 0      | 2   | -   | 4   | 1 | 2 | 1 | 6   | -   | 4   | 5 |

## Eksterne links
- Stabæks websted

| Fodbold | Spire Denne artikel om en fodboldklub er en spire som bør udbygges. Du er velkommen til at hjælpe Wikipedia ved at udvide den. |

- Wikimedia Commons har flere filer relateret til Stabæk Fotball